# امیلیو کرر
امیلیو کرر (انگلیسی: Emilio Kehrer؛ زادهٔ ۲۰ مارس ۲۰۰۲) بازیکن فوتبال است.
وی همچنین در تیم‌های ملی فوتبال جوانان آلمان و جوانان آلمان بازی کرده‌است.